# Жёлтые обои
«Жёлтые обои» (англ. The Yellow Wallpaper) — новелла американской писательницы Шарлотты Перкинс Гилман, впервые опубликованная в январе 1892 года в «The New England Magazine». Новелла рассматривается как важная ранняя работа американской феминистской литературы.
Новелла состоит из 6 000 слов. Рассказ ведётся от первого лица в виде дневника некой женщины, помещённой в комнату с жёлтыми обоями из-за послеродового психоза. Новелла, написанная Гилман после тяжёлой борьбы с послеродовым психозом, таким образом, является полуавтобиографической.

## Сюжет
Муж Джейн, главной героини произведения, Джон, считает, что в её интересах отправиться на лечебный отдых после рождения их ребёнка. Семья проводит лето во взятом напрокат колониальном особняке, в котором кроется, по словам рассказчицы, «что-то странное». Джейн запирают в комнате наверху, в которой, как считает сама Джейн, раньше была детская. Окна здесь заколочены, обои порваны и пол поцарапан. Джейн начинает подозревать, что другая женщина была некогда заключена здесь против своей воли. Читатель остается не уверен, вызван ли ущерб в комнате предыдущим жителем или самой рассказчицей, поскольку сама Джейн также портит обстановку (однажды, например, она кусает деревянный остов кровати).
Джейн втайне от мужа заводит дневник, в котором много записей посвящает описанию обоев в комнате — их «жёлтому» запаху, «головокружительному» узору, недостающим частям и тому, как они оставляют жёлтые мазки на коже и одежде, когда прикасаешься к ним. Она описывает, как спальня увеличивается в длину, особенно когда обои начинают мутировать в лунном свете. В отсутствие других стимулов, вид обоев, их дизайн становятся всё более интригующими для рассказчицы. Вскоре она начинает видеть фигуру в рисунке обоев и, в конце концов, приходит к убеждению, что за ними прячется женщина. Полагая, что она должна попытаться освободить женщину из обоев, Джейн начинает отдирать оставшуюся бумагу от стены.
В последний день лета она запирается в своей комнате, чтобы снять остатки обоев со стен. Когда Джон решает вернуться домой, Джейн отказывается отпереть дверь. Вернувшись с ключом, он находит жену кругами ползающей по комнате и касающейся обоев. Она восклицает: «Я наконец вышла!» и Джон падает в обморок, а она продолжает кружить по комнате, переступая через своего инертного мужа каждый раз, проходя мимо.

## Интерпретации

### Интерпретация Гилман
Гилман использовала литературное творчество для исследования роли женщин в тогдашней Америке. Она изучала такие вопросы, как ограничение женской жизни стенами дома и угнетающую власть патриархального общества. Произведения Гилман проложили путь для таких писательниц, как Элис Уокер и Сильвия Плат. 
В «Желтых обоях» Гилман изображает безумие рассказчицы как способ протеста против медицинского и профессионального угнетения женщин той эпохи. Создавалось впечатление, что мужья и доктора-мужчины действовали из лучших побуждений, изображая женщин умственно ущербными и хрупкими. В то же время защитники женщин полагали, что гнев женщин, которым диагностировали психические заболевания, — проявление их неспособности правильно играть социальную роль, отведенную им доминантными мужчинами. 
Женщин даже не поощряли писать, поскольку их письмо в итоге сформировало бы личность и превратилось в форму неповиновения. Гилман осознала, что письмо стало одной из немногих разрешенных форм женской экзистенции во времена бесправия.
Гилман объяснила, что идея произведения возникла благодаря ее опыту пациентки: «Настоящая цель произведения состояла в том, чтобы достучаться до психиатра Сайласа Уэйра Митчелла и убедить его, что он идет неправильным путем». Она страдала от депрессии и консультировалась с известным специалистом-медиком, который прописал ей «полный покой», метод, требовавший «жить настолько домашней жизнью, насколько это возможно». Ей запретили прикасаться к перу, карандашу или кисти и разрешили всего два часа умственной стимуляции в день.
Три месяца спустя, почти отчаявшись, Гилман решила пренебречь диагнозом и снова начала работать. Поняв, насколько она приблизилась к полному психическому расстройству, она написала «Желтые обои» с дополнениями и преувеличениями, чтобы проиллюстрировать свою жалобу на неверный диагноз. Она отправила копию Митчеллу, но так и не получила ответа.
Она добавила, что «Желтые обои» «написаны не для того, чтобы свести людей с ума, но для того, чтобы спасти от сумасшествия, и это сработало». Гилман утверждала: много лет спустя она узнала, что Митчелл изменил методы лечения, но литературный историк Джули Бэйтс Док опровергла эту информацию. Митчелл продолжил развивать свои методы, и в 1908 году — уже через 16 лет после публикации «Желтых обоев» — был заинтересован в открытии больниц, целиком посвященных «отдыху», чтобы его лечение было доступнее для широких масс.

### Феминистская интерпретация
Эта история была истолкована феминистскими критиками как осуждение мужского контроля над медициной XIX века. Мысли рассказчицы о выздоровлении (она должна работать, а не отдыхать, вращаться в обществе, а не пребывать в изоляции, выполнять материнские обязанности, а не полностью отдаляться от своего ребенка и т. д.) уходят из-под контроля языка, стереотипизирующего ее как иррациональную, а следовательно, не ошибающуюся относительно своего состояния личность. Эта интерпретация опирается на концепцию «домашней сферы», в которой женщины той эпохи были заключены. 
Феминистские критики сосредотачиваются на триумфальном финале истории. В то время как некоторые утверждают, что рассказчица обезумела, другие истолковывают финал как обретение женской самости в браке, заставлявшем женщину чувствовать себя в ловушке. Акцент на чтении и письме как гендерных практиках также подчёркивал важность символа обоев. Когда рассказчице не разрешили ни вести дневник, ни читать, она стала «читать» обои, пока не обрела искомое спасение. Увидев женщин на обоях, рассказчица понимает, что не может проводить жизнь за решеткой. В конце рассказа, когда ее муж лежит на полу без сознания, она переползает через его тело, символически поднимаясь над ним. Это интерпретируется как победа над мужем в ущерб ее здравомыслию.
Сьюзен С. Лансер в статьях «Желтые обои: феминистская критика» и «Американская политика цвета» апологизирует современный феминизм и его роль в изменении литературной теории и практики. «Желтые обои» были одной из многих книг, потерянных для читателей по причине идеологии, характеризовавшей ряд произведений как мрачные или оскорбительные. Такие критики, как редактор журнала Atlantic Monthly, отвергли рассказ. Лансер заявляет, что творчество Эдгара Аллана По также повествует о нищете и опустошении, но его произведения все еще печатаются и изучаются. 
«Желтые обои» предоставили феминисткам критический инструментарий для различных интерпретаций литературного творчества. Лансер говорит, что рассказ был «особенно благоприятным для такого переосмысления образцом… потому что сама повествовательница приходит к своего рода форме феминистской интерпретации, когда пытается „прочитать“ обои на стене». Рассказчица пытается свести смыслы, открывающиеся в рисунках, к единому знаменателю. Сначала она фокусируется на противоречивости узора: он «яркий», но в то же время «дурацкий», «четкий», но в то же время «кривой» и «расплывчатый». Она учитывает закономерности и пытается геометрически упорядочить их, но запутывается еще больше. Обои меняют оттенок в зависимости от освещения и испускают отчетливый запах, который Джейн не может распознать. Ночью рассказчица видит женщину за решеткой в сложной конструкции обоев. Лансер утверждает, что Джейн смогла найти «пространство текста, на котором она способна обнаружить любое самопрогнозирование». Лансер создает связь между рассказчицей и читателем. И та, и другая, контактируя со сложным запутанным текстом, пытаются найти один основной смысл. «Так нас учили читать», — пишет Лансер, поясняя, почему читатели не могут полностью понять текст. Патриархальная идеология лишала многих ученых возможности интерпретировать и ценить такие новеллы, как «Желтые обои». Благодаря феминистской критике «Желтые обои» стали хрестоматийным чтением из стандартной учебной программы. Феминистки внесли большой вклад в изучение литературы, но, по словам Лансер, их точка зрения не является абсолютной, потому что «если мы признаем факт участия женщин-писательниц и читателей в доминирующем дискурсе и социальных практиках — возможно, наши собственные эталоны также должны быть деконструированы, поскольку мы должны восстановить все еще тайные или упущенные смыслы». 
Марта Дж. Каттер в своей статье «Писатель как врач: новые модели медицинских дискурсов в поздней прозе Шарлотты Перкинс Гилман» рассказывает, как Гилман в своих произведениях борется с мужскими медицинскими институциями, «пытающимися заставить Женщину замолчать» (Cutter, 1). Произведения Гилман бросают вызов женской социальной роли в патриархальном медицинском дискурсе, показывая женщин «молчащими, бессильными и пассивными» существами, которые отказываются от лечения. Еще до публикации ее произведений, между 1840 и 1890 годами, женщины активно позиционировались как создания болезненные и более слабые, чем мужчины. В этот период бытовало заблуждение, что «истерия» (болезнь, которая, согласно стереотипу, чаще свойственна женщинам) — результат слишком обширного образования. Было принято считать, что женщины, учившиеся дома или в колледже, чрезмерно стимулировали свой мозг и, следовательно, заболевали истерией. Фактически многие приписываемые женщинам болезни были замечены благодаря утрате пациенткой самоконтроля. Врачи утверждали, что врач должен «разговаривать авторитетным тоном» и что «выздоровевшая» женщина — «покорная, послушная, тихая и, прежде всего, подчиненная воле и решениям врача» (Cutter 3). Истеричка — та, кто жаждет власти, и, чтобы вылечиться, должна подчиниться врачу, задача которого — подавление желаний пациентки. Женщинам часто прописывали постельный режим — форму лечения, которая должна была их «приручить» и создать эффект тюрьмы. Подобные методы были способом отбить у женщин тягу к бунтарству и заставить их соответствовать социальным ролям. В своих произведениях Гилман подчеркивает, что вред, причиненный женщинам таким лечением, приводит к потере собственного голоса. Пола Трейхлер поясняет: «В этой истории озвучен публичный и мощный диагноз… Это мужской голос… который контролирует женщину-рассказчицу и диктует, как она должна воспринимать мир и говорить о нем». Скрытая функция диагноза — придать силы мужскому голосу и обессилить женщин-пациенток. Рассказчице в «Желтых обоях» запрещено участвовать в собственном лечении или постановке диагноза, и она вынуждена полностью подчиниться врачу, а в этой конкретной истории говорит ее муж. Мужской голос обладает властью контролировать женщину и решает, как она может воспринимать мир и говорить о нем.

### Другие интерпретации
«Желтые обои» иногда упоминаются как пример готической литературы о лечении безумия и упадка сил. Алан Райан, например, так писал о рассказе: «Совершенно вне зависимости от того, кем он создан, [он] является одним из самых прекрасных и самых сильных рассказов об ужасе, написанных когда-либо. Возможно, это история о призраках». Говард Филлипс Лавкрафт, первопроходец жанра хоррор, пишет в эссе «Сверхъестественный ужас в литературе» (1927): «Рассказ „Желтые обои“ поднимается до уровня классики, тонко вырисовывая картину безумия, которое наползает на женщину, живущую в чудовищно закопченной комнате, где когда-то была заперта безумица». 
Хелен Лефковиц Горовиц в книге «Ни минуты покоя: Шарлотта Перкинс Гилман и создание „Желтых обоев“» делает вывод, что «эта история была криком души, обращенным к [первому супругу Гилман, художнику Чарлзу Уолтеру] Стетсону и протестующим против традиционного брака, которого он требовал». Гилман пыталась отклонить обвинение, чтобы защитить свою дочь Кэтрин и ее мачеху, подругу Гилман Грейс Ченнинг. 
Англиканский архиепископ Питер Карнли использовал рассказ в качестве примера и метафоры положения женщин в церкви, когда читал проповедь перед рукоположением первых женщин-священниц в Австралии 7 марта 1992 года (собор Святого Георгия в Перте).
Сари Эдельштейн утверждала, что «Желтые обои» — это аллегория ненависти Гилман к зарождающейся желтой журналистике. Написав эссе для The Forerunner в ноябре 1909 года, Гилман дала понять, что она хотела бы, чтобы пресса была более проницательной и не полагалась на гиперболизированные истории и кричащие заголовки. Гилман часто сталкивалась со скандалами в СМИ и негодовала по поводу газетных сенсаций. Связь между рассказчицей и обоями в сюжете напоминает отношения Гилман с прессой. Рассказчица описывает обои как обладающие «протяженными яркими узорами, художественно обрисовывающими каждый грех». Эдельштейн утверждает, что, учитывая отвращение Гилман к желтой прессе, это также можно рассматривать как описание таблоидов того времени. 
Пола А. Трейхлер в статье «Бегство от приговора: диагноз и дискурс в „Желтых обоях“» фокусируется на отношениях женщины и письма, изображенных в рассказе. Вместо того, чтобы рассматривать текст с точки зрения феминизма, видящего обои как нечто вроде «… шаблона, лежащего в основе сексуального неравенства, внешнего проявления неврастении, бессознательного рассказчицы, судьбы рассказчицы в патриархате», — Трейхлер поясняет, что обои могут символизировать реализацию дискурса и отчуждение рассказчицы от мира, где она ранее могла каким-то образом самовыражаться. Трейхлер показывает, что благодаря дискуссии о языке и письме Шарлотта Перкинс Гилман в своем рассказе бросает вызов «…приговору, обусловленному устройством патриархального языка». Хотя Трейхлер считает строго феминистские интерпретации легитимными, она пишет, что обои можно понимать как женский язык и дискурс, а обнаруженная на обоях женщина может быть «…репрезентацией женщин, возможной только после того, как женщины получат право говорить». По ее мнению, текст обнаруживает следы новой борьбы — между двумя формами письма: первая — старая и традиционная, другая — новая и захватывающая. Это подтверждается тем фактом, что Джон, муж рассказчицы, не любит, когда его жена пишет что-либо, поэтому содержащий эту историю дневник хранится в секрете и, таким образом, известен только рассказчице и читателям. При близком рассмотрении оказывается, что, по мере того, как усиливается контакт между рассказчицей и обоями, усиливается и ее речь, так как она все чаще пишет о разочаровании и отчаянии.

Филолог Зоя Игина отмечает, что в рассказе присутствуют
."..ключевые архетипические структуры диурнальной фазы — символы мужа как опоры и фантазии как болезни. Опора помогает противостоять болезни. Ноктюрнальная драматическая фаза представлена символом заточенной женщины, то появляющейся, то исчезающей за хаотическим узором обоев. Героиня то боится ее, то спасает (то опирается на рассудительность мужа, то дает волю воображению). Мистическая фаза связана с обрушением решетки (мир воображения (женщина/женщины) проникает в физический мир)".

## В культуре

### Искусство
- Художник Джонатан Саттон создал два произведения, в 1999 и 2000 годах, содержащие отсылки к частям истории, названные Жёлтые обои I: Я всегда закрываю дверь, когда я ползаю при дневном свете и Жёлтые обои II:Мне очень нравится комната, теперь она родилась заново.

### Аудио постановки
- Новелла была дважды сыграна в радиопрограмме «Suspense» Агнес Мурхед.
- Аудиокнига с одноимённым названием была спродюсирована Даркином Хайесом и записана Уин Филиппс в 1997 году. Этот радио-рассказ также можно услышать в «Sonic Theater» на радио «XM Satellite».
- «ВВС Радио» театрализовали историю для сериала Fear on Four.

### Фильмы
- В 1989 году Би-би-си спродюсировали фильм для драмы Masterpiece Theatre. Новелла была адаптирована Мегги Уоди и срежиссирован Джоном Клайвом.
- Одноимённый фильм Логана Томаса 2012 года.
- В 2014 году Амандла Стенберг срежиссировала короткометражный фильм по мотивам новеллы[4].

### Музыка
- Песня «Mary’s Danish» Yellow Creep Around

### Телевидение
- В сериале «Сумеречная зона» в 1989 году вышла серия под названием Что-то в стене.
- Отсылка к новелле существует в серии Резиновый человек первого сезона сериала «Американская история ужасов».

### Театральные постановки
- Адаптация оригинальной истории была создана Хезер Ньюман как часть сезона 2003 в «Theater Schmeater» в Сиэтле[5].
- Часовая пьеса Грега Оливера Бодина была впервые показана в 2009 году в Манхеттенском театре.
- Одна из адаптаций, представленная эдинбургском краевом фестивале в 2006 году.
- Адаптация оригинальной истории была создана Сарой Элейн Стюарт в 2008 году и показана в «The Courtyard Theatre» в Хокстоне.
- «ShadyJane Theatre Company» представила свою адаптацию, Her Yellow Wallpaper, на эдинбургском краевом фестивале в 2009 году.
- «This Theatre» представил одноимённую постановку Меив Фитцжеральд и Аоиф Спиллейн-Хинкс на дублинском краевом фестивале в 2011 году.
- «Rummage Theatre» представил часовую постановку Behind the Wallpaper в «The Bay Theatre» в 2014 году.
- «A Company of Players» представила адаптацию оригинальной истории, созданную Кристи Бултон, на гамильтонском краевом фестивале в 2014 году в Гамильтоне.